# Sollevamento pesi ai Giochi della XV Olimpiade - Pesi gallo
La competizione della categoria pesi gallo (fino a 56 kg) di sollevamento pesi ai Giochi della XV Olimpiade si è svolta il giorno 25 luglio 1952 al Messuhalli Hall di Helsinki.

## Regolamento
La classifica era ottenuta con la somma delle migliori alzate delle seguenti 3 prove:
- Distensione lenta
- Strappo
- Slancio

Su ogni prova ogni concorrente aveva diritto a tre alzate.

## Risultati
| Pos.    | Atleta                | Nazione | Peso Atleta | Totale | Distensione lenta | Distensione lenta | Distensione lenta | Strappo | Strappo | Strappo | Slancio | Slancio | Slancio |
| Pos.    | Atleta                | Nazione | Peso Atleta | Totale | 1                 | 2                 | 3                 | 1       | 2       | 3       | 1       | 2       | 3       |
| ------- | --------------------- | --- | ----------- | ------ | ----------------- | ----------------- | ----------------- | ------- | ------- | ------- | ------- | ------- | ------- |
| Oro     | Ivan Udodov           | [[File: Flag of the Soviet Union (1936 – 1955).svg\|class=noviewer\| Unione Sovietica (bandiera)\|border\|20x16px]] Unione Sovietica | 55,85       | 315,0  | 85,0              | 90,0              | 90,0              | 92,5    | 97,5    | 97,5    | 122,5   | 127,5   | 130,0   |
| Argento | Mahmoud Namdjou       | Iran | 56.00       | 307,5  | 85,0              | 90,0              | 95,0              | 90,0    | 95,0    | 97,5    | 122,5   | 122,5   | 132,5   |
| Bronzo  | Ali Mirzaei           | Iran | 56.00       | 300,0  | 87,5              | 92,5              | 95,0              | 87,5    | 92,5    | 92,5    | 112,5   | 117,5   | 117,5   |
| 4       | Kim Hae-Nam           | Corea del Sud | 55,75       | 295,0  | 80,0              | 80,0              | 80,0              | 90,0    | 95,0    | 95,0    | 120,0   | 125,0   | 125,0   |
| 5       | Kamal Mahgoub Mahmoud | Egitto | 55,20       | 292,5  | 75,0              | 80,0              | 80,0              | 90,0    | 95,0    | 97,5    | 115,0   | 122,5   | 122,5   |
| 6       | Pedro Landero         | Filippine | 55,70       | 292,5  | 90,0              | 95,0              | 95,0              | 87,5    | 92,5    | 92,5    | 115,0   | 120,0   | 120,0   |
| 7       | Maurice Megennis      | Gran Bretagna | 56,00       | 280,0  | 77,5              | 82,5              | 85,0              | 77,5    | 85,0    | 87,5    | 105,0   | 110,0   | 112,5   |
| 8       | Lon bin Mohamed Noor  | Singapore | 54,55       | 275,0  | 77,5              | 82,5              | 82,5              | 80,0    | 85,0    | 85,0    | 107,5   | 112,5   | 115,0   |
| 9       | Rosaire Smith         | Canada | 55.80       | 275,0  | 75,0              | 80,0              | 80,0              | 80,0    | 85,0    | 85,0    | 107,5   | 112,5   | 115,0   |
| 10      | Karel Saitl           | Cecoslovacchia | 55,75       | 272,5  | 75,0              | 80,0              | 82,5              | 80,0    | 85,0    | 85,0    | 105,0   | 110,0   | 112,5   |
| 11      | Nils Jacobsson        | Svezia | 55,75       | 272,5  | 75,0              | 80,0              | 82,5              | 80,0    | 87,5    | 90,0    | 105,0   | 110,0   | 110,0   |
| 12      | Marcel Thévenet       | Francia | 55,80       | 270,0  | 85,0              | 85,0              | 90,0              | 72,5    | 77,5    | 82,5    | 100,0   | 105,0   | 107,5   |
| 13      | Aarne Vehkonen        | Finlandia | 55,45       | 267,5  | 67,5              | 72,5              | -                 | 85,0    | 90,0    | 90,0    | 105,0   | 110,0   | 112,5   |
| 14      | Josef Schuster        | Germania | 55,55       | 267,5  | 85,0              | 90,0              | 92,5              | 70,0    | 75,0    | 77,5    | 95,0    | 95,0    | 102,5   |
| 15      | Nicolas Vivas         | Porto Rico | 5570        | 265,0  | 75,0              | 82,5              | 82,5              | 80,0    | 87,5    | 87,5    | 102,5   | 110,0   | 110,0   |
| 16      | Roland Magnenat       | Svizzera | 55,60       | 250,0  | 65,0              | 70,0              | 72,5              | 72,5    | 72,5    | 77,5    | 95,0    | 100,0   | 102,5   |
| 17      | Augustyn Dziedzic     | Polonia | 55.70       | 245,0  | 70,0              | 70,0              | 70,0              | 75,0    | 80,0    | 82,5    | 95,0    | 100,0   | 100,0   |
| 18      | Alexandru Cosma       | Romania | 55,95       | 70,0   | 70,0              | 70,0              | 70,0              | 70,0    | 77,5    | -       | 100,0   | 105,0   | -       |
| 19      | Isamu Shiraishi       | Giappone | 56,00       | 0,0    | -                 | -                 | 80,0              | -       | -       | -       | -       | -       | -       |